# Rábaszentandrás
Rábaszentandrás es un pueblo húngaro perteneciente al distrito de Csorna en el condado de Győr-Moson-Sopron. Tiene una población estimada, a inicios de 2021, de 465 habitantes.
Se conoce la existencia de la localidad en un documento de Matías Corvino de 1469, en el cual se menciona como Zenthandras. Los turcos destruyeron el asentamiento original en el siglo XVI y la localidad fue repoblada décadas más tarde. Aunque casi todos los habitantes del lugar son étnicamente magiares, la población está dividida a partes iguales entre católicos y luteranos, habiendo en el pueblo una iglesia para cada grupo religioso, ambas del siglo XVIII. Hasta 1913, el topónimo local era simplemente "Szentandrás".
Se ubica unos 20 km al sur de la capital distrital Csorna, en el límite con el condado de Veszprém. Junto con Szany forma una pequeña conurbación en la orilla septentrional del río Raba.